# ترودنا
ترودنا (به لاتین: Trudna) یک منطقهٔ مسکونی در لهستان است که در Gmina Lipka واقع شده‌است.

## خصوصیات
ترودنا ۱۴۰ نفر جمعیت دارد.